# ジェームズ・メレディス (サッカー選手)
ジェームズ・メレディス(1988年4月5日-)はオーストラリア出身の元サッカー選手。現役時代のポジションはMF。元オーストラリア代表。

## 経歴

### クラブ
2006年、ダービー・カウンティFCと2年契約を結んで入団した。しかし出場機会は訪れず、その後も数クラブを渡り歩いた結果、2009年に入団したヨーク・シティFCでチャンスをつかんだ。
2012年6月19日、フットボールリーグ2のブラッドフォード・シティAFCに2年契約で移籍した。2016-17シーズンのフットボールリーグ1ではメレディスはチーム・オブ・ザ・イヤーに選出された。
2017年5月29日、フットボールリーグ・チャンピオンシップに昇格したミルウォールFCと2年契約を結んだ。
2019年9月27日、パース・グローリーFCと1年契約を結んだ。
2020年12月9日、マッカーサーFCに移籍した。2021-22シーズン終了後に現役を引退し、マッカーサーFCのコーチに就任した。

### 代表
2015年3月、オーストラリア代表に入ることを表明し、アンジェ・ポステコグルーによってその年に召集された。
2018 FIFAワールドカップでは本大会メンバーに選ばれる。

## 代表歴

### 出場大会
- オーストラリア代表
  - 2018 FIFAワールドカップ

### 試合数
- 国際Aマッチ 2試合 0得点（2015年）[2]

| オーストラリア代表 | 国際Aマッチ | 国際Aマッチ |
| 年                 | 出場        | 得点        |
| ------------------ | ----------- | ----------- |
| 2015               | 2           | 0           |
| 通算               | 2           | 0           |